# Вальєсільйо (Леон)
Вальєсільйо (ісп. Vallecillo) — муніципалітет в Іспанії, у складі автономної спільноти Кастилія-і-Леон, у провінції Леон. Населення — 130 осіб (2010).
Муніципалітет розташований на відстані близько 250 км на північний захід від Мадрида, 40 км на південний схід від Леона.
На території муніципалітету розташовані такі населені пункти: (дані про населення за 2010 рік)
- Вальєсільйо: 77 осіб
- Вільєса: 53 особи

## Демографія
Динаміка населення (INE ):

## Галерея зображень

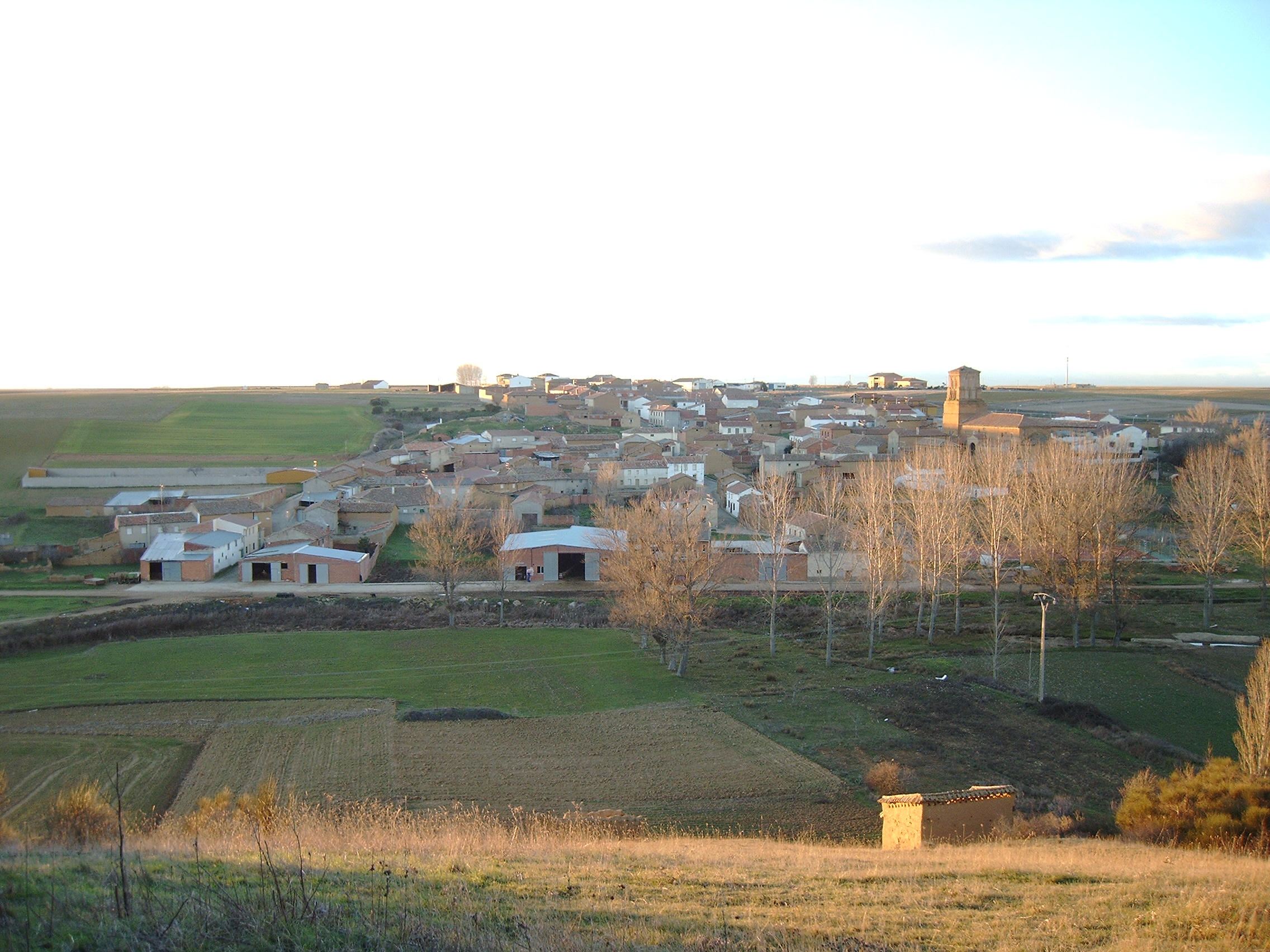
Вальєсільйо
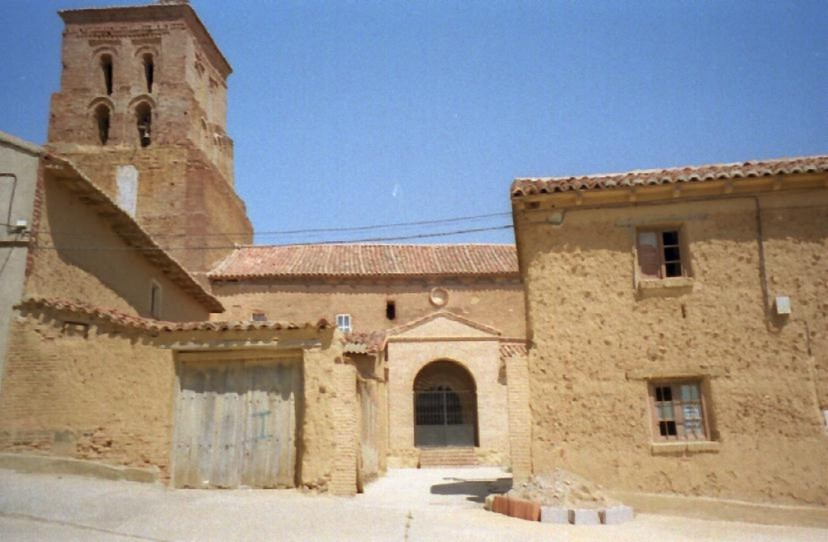
Церква у Вальєсільйо